# Axel Wilhelm Eriksson
Axel Wilhelm Eriksson, född 24 augusti 1846 i Vänersborg, död 30 maj 1901 i Ourupapa, var en svensk affärsman, upptäcktsresande och ornitolog. Han gifte sig i Kapstaden 1871 med Fanny Stewardson, och fick fyra barn, bland dem konstnären Axel Eriksson.
1865 reste Eriksson till Kapstaden och var medhjälpare på Charles Anderssons sista expedition. Efter detta bosatte han sig i Walvis Bay i Namibia och ägnade sig åt jakt. Han drev också en handelsbod i Omaruru, och blev med tiden en av de rikaste affärsmännen i Sydvästafrika. De stora pengarna gjorde han på elfenben och strutsfjädrar, men allt gick förlorat i samband med att området kom under tysk flagg 1884.
Ett av Erikssons stora intressen var ornitologi och 1883 skänkte han sin samling till Vänersborgs museum. Samlingen är en av världens största fågelsamlingar från sydvästra Afrika.